# Wrzosówka (Lądek-Zdrój)

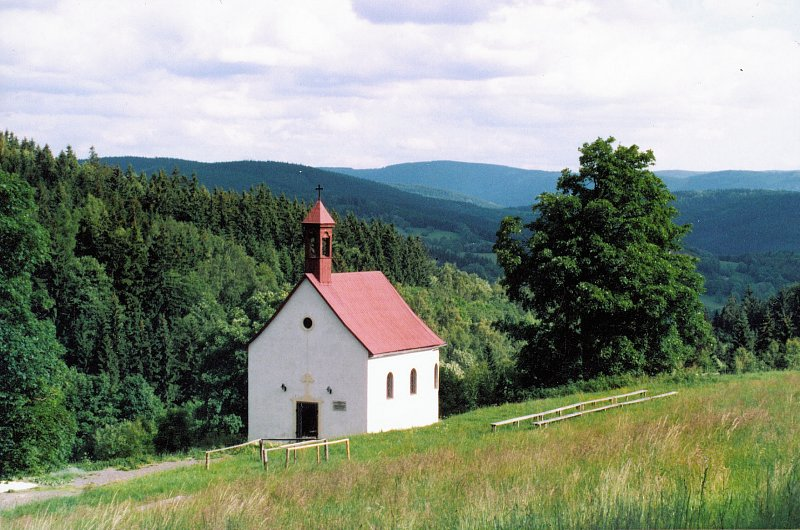
Kapelle in Wrzosówka/Heidelberg

Wrzosówka (deutsch: Heidelberg; auch Heidelberg b. Landeck) ist ein entvölkertes Dorf in der Stadt- und Landgemeinde Lądek-Zdrój im Südosten des Powiat Kłodzki in der Woiwodschaft Niederschlesien in Polen. Das Gebiet liegt vier Kilometer nordöstlich von Lądek-Zdrój

## Geographie
Wrzosówka liegt im Südosten des Glatzer Kessels am Südhang des Reichensteiner Gebirges (polnisch Góry Złote). Es ist über eine Stichstraße zu erreichen, die Lądek-Zdrój im Osten verlässt und in Wrzosówka endet. Einen Kilometer östlich verläuft die Grenze zu Tschechien. Nachbarorte sind Lutynia (Leuthen) und Ułęże (Überschaar) im Süden, Lądek-Zdrój und Wójtowka (Voigtsdorf bei Landeck) im Südwesten und Orłowiec (Schönau) im Nordwesten. Jenseits der Grenze liegt das Dorf Travná (Krautenwalde).

## Geschichte
Heidelberg wurde erstmals 1517 mit einer Hegerei (Forsthaus) erwähnt. Es war ein Kammerdorf in der Grafschaft Glatz, mit der es seine politische und kirchliche Zugehörigkeit von Anfang an teilte. Während des Dreißigjährigen Krieges wurde es zerstört und danach wieder aufgebaut. 1684 verkaufte die Böhmische Kammer Heidelberg zusammen mit Voigtsdorf, Oberthalheim, Winkeldorf, Leuthen, Karpenstein, Wolmsdorf und Konradswalde dem Glatzer Oberregenten und kaiserlichen Rat Sigmund Hoffmann († 1698), der vom böhmischen Landesherrn mit dem Prädikat „von Leuchtenstern“ in den Adelsstand erhoben worden war. Dessen Enkel Leopold Reichsgraf von Hoffmann, Regierungsrat des Fürstentums Brieg, verkaufte 1736 Heidelberg zusammen mit anderen Dorfern an die Kämmerei der Stadt Landeck.
Nach dem Ersten Schlesischen Krieg 1742 und endgültig mit dem Hubertusburger Frieden 1763 fiel Heidelberg zusammen mit der Grafschaft Glatz an Preußen. Nach der Neugliederung Preußens gehörte es ab 1815 zur Provinz Schlesien und war zunächst dem Landkreis Glatz eingegliedert. 1818 wurde es dem neu gebildeten Landkreis Habelschwerdt zugeschlagen, der aus den Glatzer Distrikten Landeck und Habelschwerdt gebildet worden war und mit dem Heidelberg bis 1945 verbunden blieb. 1874 wurde es dem Amtsbezirk Landeck eingegliedert, zu dem auch die Landgemeinden Karpenstein, Leuthen, Nieder Thalheim, Ober Thalheim, Olbersdorf, Voigtsdorf und Winkeldorf sowie der Gutsbezirk Landeck gehörten. Nachdem der Amtsbezirk Landeck 1923 aufgelöst worden war, wurde Heidelberg dem Amtsbezirk Reyersdorf zugewiesen. 1939 wurden 89 Einwohner gezählt.
Als Folge des Zweiten Weltkriegs fiel Heidelberg 1945 wie fast ganz Schlesien an Polen und wurde in Wrzosówka umbenannt. Die deutsche Bevölkerung wurde vertrieben. Die neu angesiedelten Bewohner waren teilweise Zwangsumgesiedelte aus Ostpolen, das an die Sowjetunion gefallen war. Wegen der abgelegenen Lage verließen sie in den nächsten Jahrzehnten Wrzosówka wieder, so dass es als nicht mehr bewohnt und als wüst gilt. Seit 1945 gehörte Wrzosówka zum Powiat Bystrzycki, der 1975, ebenso wie die bis dahin zuständige Woiwodschaft Wrocław, aufgelöst wurde. 1975 kam es an die neu gebildete Woiwodschaft Wałbrzych (Waldenburg), die bis 1998 bestand.

## Sehenswürdigkeiten
- Karl-Borromäus-Kapelle